# Jules-Louis-Emile Jolivet
Jules-Louis-Emile Jolivet, francoski general, * 1889, † 1963.